# Даутартай (Ґіркалніське староство)
Даутартай (Daumėnai) — хутір у Литві, Расейняйський район, Ґіркалніське староство, знаходиться за 7 км від села Вередува. 1959 року в Даутартаї проживало 58 людей, 1989-го — 15, 2001-го — 12, 2011-го — 8.

## Принагідно
- Dautartai (Girkalnis) [Архівовано 15 листопада 2016 у Wayback Machine.]

| Литва | Це незавершена стаття з географії Литви. Ви можете допомогти проєкту, виправивши або дописавши її. |